# Uranio impoverito
L'uranio impoverito è un sottoprodotto del procedimento di arricchimento dell'uranio. La miscela di 235U e 238U, con arricchimento maggiore in 235U della concentrazione naturale (0,7110%), costituisce viceversa l'uranio arricchito utilizzato come combustibile nelle centrali nucleari e come principale elemento detonante nelle armi nucleari.
Il materiale rimanente dal processo di arricchimento presenta una concentrazione ancora maggiore in 238U, che ha una minore attività specifica dell'uranio naturale. Il termine è una traduzione dall'inglese depleted uranium, che a volte viene tradotto gergalmente con il termine uranio depleto. Il terzo isotopo naturale dell'uranio (234U) si concentra a sua volta nell'uranio arricchito e si disperde nell'uranio impoverito. L'estrazione di 235U, a partire dall'uranio contenuto in minerali naturali, avviene in diversi modi, e il risultato finale nel materiale impoverito è un prodotto in cui la percentuale di 235U è più bassa che nel materiale originale (passa dallo 0,7110% allo 0,25-0,4%).
Da 12 kg di uranio naturale si ottengono all'incirca 1 kg di uranio arricchito al 5% di 235U e 11 kg di uranio impoverito. Quasi tutto l'uranio impoverito (circa il 95%) è conservato sotto forma di esafluoruro di uranio (UF6), in cilindri stoccati all'aperto, per evitare il pericolo di accumulo di acido fluoridrico in caso di incidenti.

## L'uranio impoverito nel ciclo del combustibile nucleare

Ciclo Uranio-Plutonio in reattori termici

Nel ciclo attuale del combustibile nucleare, a partire dall'uranio purificato si ottengono il combustibile arricchito (al 3,5% di 235U) e una grande quantità di uranio impoverito di scarto. Dopo l'uso in reattori, si ottiene il "combustibile esausto" che presenta elevata radiotossicità e complesse problematiche di trattamento: il materiale può essere soggetto a riprocessamento o allo smaltimento come scorie radioattive. Quindi l'uranio impoverito, con una ben maggiore purezza di 238U e privo dei composti ottenuti dalla fissione nucleare, non va confuso con il "combustibile esausto". L'uranio impoverito può essere miscelato con il plutonio ottenuto dal riprocessamento per la produzione di combustibile MOX, che ha un comportamento fisico simile a quello del combustibile originario e può essere utilizzato assieme all'uranio.

## Riserve di uranio impoverito

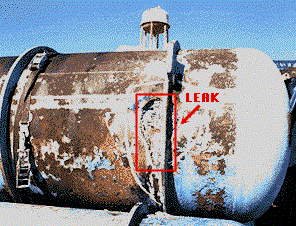
Serbatoio di esafluoruro di uranio (impoverito), con evidenziata una perdita

| Stima degli stock di uranio impoverito nel mondo |                |                   |           |
| Paese                                            | Organizzazione | Quantità (in ton) | Alla data |
| USA                                              | DOE            | 480 000           | 2002      |
| Russia                                           | FAEA           | 460 000           | 1996      |
| Francia                                          | Areva          | 190 000           | 2001      |
| Regno Unito                                      | BNFL           | 30 000            | 2001      |
| Germania                                         | URENCO         | 16 000            | 1999      |
| Giappone                                         | JNFL           | 10 000            | 2001      |
| Cina                                             | CNNC           | 2 000             | 2000      |
| Corea del Sud                                    | KAERI          | 200               | 2002      |
| Sudafrica                                        | NECSA          | 73                | 2001      |
| TOTALE                                           |                | 1 188 273         | 2002      |

## Utilizzi civili
L'uranio impoverito viene utilizzato in vari campi dell'industria civile. Questo utilizzo è favorito da alcune caratteristiche:
- la sua alta densità, che si traduce in un elevatissimo peso specifico;
- il basso costo;
- la relativa abbondanza (dovuta al fatto che da più di 40 anni si accumula nei depositi di materiale di scarto radioattivo);
- duttilità;
- capacità di assorbire le radiazioni.

I suoi due usi civili più importanti sono come materiale per la schermatura dalle radiazioni (anche in campo medico) e come contrappeso in applicazioni aerospaziali, come per le superfici di controllo degli aerei (alettoni e piani di coda), e navali. Nel disastro aereo di un Boeing 747 ad Amsterdam, nel 1992, si accertò la mancanza di circa 150 kg di uranio impoverito su un totale di 282 kg. Esso è usato anche nei pozzi petroliferi come parte delle sinker bars, cioè pesi usati per fare affondare strumentazioni nei pozzi pieni di fango. È usato anche nei rotori giroscopici ad alte prestazioni, nei veicoli di rientro dei missili balistici, negli yacht da competizione come componente della deriva, nelle frecce per il tiro con l'arco e nelle mazze da golf.

## Utilizzi militari

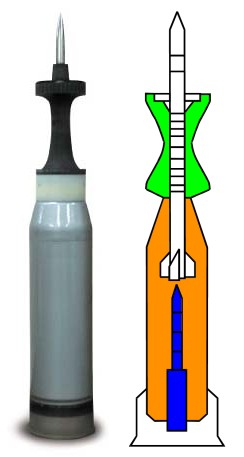
Munizione APFSDS Americana M829; la parte in bianco (a destra) è composta da una lega all'uranio impoverito

Oltre che in applicazioni civili, l'uranio impoverito viene usato nelle munizioni anticarro e nelle corazzature di alcuni sistemi d'arma. Se adeguatamente legato e trattato ad alte temperature (ad esempio con 2% di molibdeno o 0,75% di titanio; temprato rapidamente a 850 °C in olio o acqua, successivamente mantenuto a 450 °C per 5 ore), l'uranio impoverito diviene duro e resistente come l'acciaio temprato (sollecitazione a rottura di ca. 1600 MPa). In combinazione con la sua elevata densità, se usato come componente di munizioni anticarro esso risulta molto efficace contro le corazzature, decisamente superiore al più costoso tungsteno monocristallino, il suo principale concorrente.
Per questo, ed essendo inoltre estremamente denso e piroforico (capace di accendersi spontaneamente), negli anni sessanta le forze armate statunitensi iniziarono ad interessarsi all'uso dell'uranio impoverito. La tipica munizione all'uranio impoverito è costituita da un rivestimento (sabot) che viene perduto in volo per effetto aerodinamico e da un proiettile penetrante, chiamato "penetratore", che è la parte che effettivamente penetra nella corazzatura, per il solo effetto dell'alta densità unita alla grande energia cinetica dovuta all'alta velocità. Il processo di penetrazione polverizza la maggior parte dell'uranio che esplode in frammenti incandescenti (fino a 3 000 °C) quando colpisce l'aria dall'altra parte della corazzatura perforata, aumentandone l'effetto distruttivo ed altamente tossico.
Le munizioni di questo tipo vengono chiamate nella terminologia militare API, Armor Piercing Incendiary, ovvero munizioni perforanti incendiarie. Circa 300 tonnellate di uranio impoverito sono state esplose per la prima volta in un conflitto durante la prima guerra del Golfo da parte dell'esercito statunitense, principalmente dai cannoni GAU-8 Avenger da 30 mm degli Aerei da attacco al suolo A-10 Thunderbolt, ogni proiettile dei quali conteneva 272 grammi di uranio impoverito. L'uranio impoverito è stato usato anche nella guerra in Bosnia ed Erzegovina, nella guerra del Kosovo e, in misura minore, nella seconda guerra del Golfo.

### Controversie sulla liceità dell'uso di uranio impoverito come arma

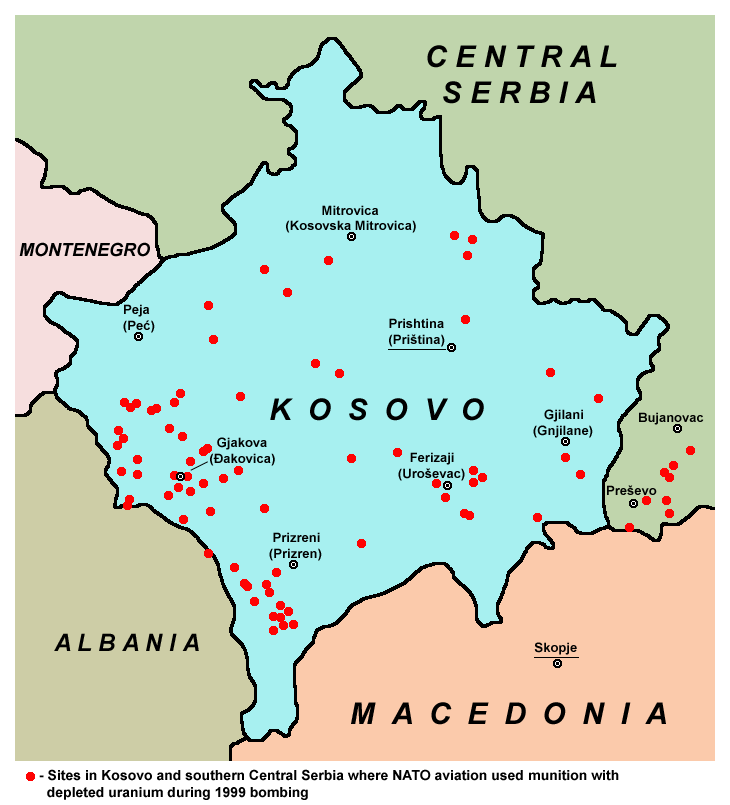
I punti rossi indicano le zone in cui sono stati usati munizionamenti ad Uranio impoverito

Nel 2001 Carla Del Ponte, allora a capo del Tribunale penale internazionale per l'ex-Jugoslavia, affermò che l'uso di armi all'uranio impoverito da parte della NATO avrebbe potuto essere considerato un crimine di guerra. Poco dopo, uno studio commissionato dal predecessore della Del Ponte, Louise Arbour, affermò che non esiste un trattato ufficiale sul bando delle armi all'uranio impoverito, né leggi internazionali che le vietino espressamente .

## Effetti su persone e ambiente

### Meccanismi di contaminazione
Quando un penetratore all'uranio impatta su un obiettivo, o quando un carro armato con corazzatura all'uranio prende fuoco, parte dell'uranio impoverito brucia e si frammenta in piccole particelle. I penetratori all'uranio impoverito che non colpiscono l'obiettivo possono rimanere sul suolo, essere sepolti o rimanere sommersi nell'acqua, ossidandosi, disgregandosi e decadendo naturalmente (emivita = 4,468 Ga: la sua radioattività è inferiore alla radiazione dell'ambiente naturale) nel corso del tempo. La dimensione delle particelle di uranio create, la facilità con cui esse possono essere inalate o ingerite e la loro capacità di muoversi attraverso l'aria, la terra, l'acqua o nel corpo di una persona dipendono dalla maniera in cui si è polverizzato l'uranio impoverito metallico.
I test dell'esercito statunitense hanno dimostrato che, quando un penetratore all'uranio impoverito colpisce un obiettivo, dal 20 al 70% del penetratore brucia e si frammenta in piccole particelle. Ciò significa che, a seguito dell'impatto di un penetratore all'uranio impoverito da 120 mm contro un bersaglio corazzato, si liberano da 1 a 3 kg di polvere di uranio, radioattiva e altamente tossica. Un carro armato colpito da tre di queste munizioni e l'area attorno ad esso potrebbero essere contaminati da una quantità fra 3 e 9 kg di particolato di uranio. Naturalmente, la polvere prodotta da un impatto iniziale potrebbe essere rimessa in sospensione da impatti successivi e dal vento.
Esplosioni di test e studi sul campo hanno mostrato che la maggior parte della polvere prodotta dagli impatti (costituita dal proiettile stesso ed in maggior proporzione dal bersaglio stesso) finisce per depositarsi entro un raggio di 50 metri dal bersaglio. Tuttavia, considerando le particelle più fini - o nanoparticelle - (tra il miliardesimo ed il milionesimo di metro), pur costituendo una parte relativamente ridotta della massa totale, queste saranno disperse in atmosfera ricadendo comunque nelle vicinanze data la loro alta densità. L'uranio impoverito è un metallo pesante debolmente radioattivo, a meno che non si trovi all'equilibrio secolare con i propri discendenti radioattivi Th-234 e Pa-234m,g, che ne incrementano lievemente la radiotossicità.
Va osservato che il successivo radionuclide della catena radioattiva del U-238 (detta 4n + 2), il U-234 presentando una emivita estremamente lunga su scala umana (emivita = 245,5 ka), "blocca" la formazione degli altri radionuclidi estremamente radiotossici della catena (radionuclidi fra i quali 230Th, 226Ra, 222Rn, 218,214,210Po, At, 210,214Pb, Tl, 214Bi), che sono appunto assenti nel DU. In altre parole, il DU è estremamente meno radiotossico sia dell'uranio naturale contenente tutti i propri discendenti radioattivi (fino al Pb-206 e Pb-207), sia dell'uranio di composizione isotopica naturale estratto dai minerali uraniferi e contenente nelle proporzioni naturali anche U-235 ed U-234. Un contatto diretto e prolungato con munizioni o corazzature all'uranio impoverito può causare effetti clinici nefasti solo se l'uranio è esposto e direttamente in contatto con la cute; bisogna sapere infatti che basta un solo foglio di carta (o lo strato cheratinizzato dell'epidermide) per fermare le pesanti particelle alfa, dotate di alto LET, o Linear energy transfer.
Resta quindi molto pericoloso solo se direttamente inalato, ingerito, o posto a contatto di ferite, circostanza classica che si verifica quando i proiettili si disintegrano colpendo il bersaglio ed il particolato si disperde in aria, si deposita, inquina l'acqua. La tossicità "chimica" dell'uranio impoverito (analoga a quella di piombo e tungsteno) rappresenta viceversa la fonte di rischio più alta a breve termine (intossicazione acuta), mentre non è provato che anche la sua radioattività possa causare problemi clinici nel lungo periodo (anni o decenni dopo l'esposizione, specialmente se protratta nel tempo), in quanto l'emivita biologica di tale elemento è relativamente breve, pari a) ca. 12-24 ore per le forme idrosolubili come il catione uranile dell'U(VI) o UO22+, che viene normalmente escreto per via renale-urinaria, sotto forma di idrossido e carbonato complessi; b) di alcuni giorni per le forme poco solubili, come una numerosa serie di ossidi e composti intermetallici tipici di questo elemento, che vengono comunque escreti per via gastrointensinale e fecale.
Il pericolo principale di contaminazione è quindi l'inalazione ed il raggiungimento dei siti più profondi del sistema bronco-polmonare (alveoli), seguito dal contatto e la diffusione nei capillari sanguigni e dall'assorbimento mediante il ciclo alimentare o attraverso l'acqua.
Infine, un pericolo particolare deriva verosimilmente dall'incorporazione di particelle di uranio impoverito attraverso le ferite (o schegge permanenti in loco dopo l'avvenuto ferimento), che le porta direttamente a contatto con i tessuti vitali.

### Radioattività
La radioattività dell'uranio impoverito viene considerata "di basso livello" (comparabile al livello naturale di radiazione di fondo) confrontata con quella ad "alto livello" dell'uranio arricchito in uranio-235 (o di altri materiali), perché l'uranio impoverito è costituito in maniera predominante dall'isotopo uranio-238 (T1/2 = 4,5 Ga) dotato di emivita più lunga - e quindi di attività specifica più bassa - di quella dell'isotopo uranio-235 (T1/2 = 0,7038 Ga), nonostante entrambi siano prevalentemente emettitori di particelle alfa. Infine, in questo contesto, il terzo isotopo uranio-234 (T1/2 = 0,2455 Ma), presente in percentuale molto bassa nell'uranio naturale (0,0055%, s.s.s. all'equilibrio secolare con l'U-238), si trova a sua volta maggiormente concentrato nell'uranio-235 arricchito (LEU o HEU), aumentandone ulteriormente l'attività specifica e quindi la radiotossicità.
La serie di decadimento radioattivo dell'isotopo 238U porta, per stadi successivi consecutivi e paralleli (per decadimento alfa e beta), all'isotopo stabile 206Pb. L'energia di una particella alfa è estremamente alta: essa, tuttavia, agisce solo a breve distanza e non oltrepassa la pelle, e per questo motivo diventa il tipo più pericoloso di contaminazione se la sorgente è contenuta nel corpo, e praticamente innocuo se questa si trova all'esterno. Un foglio di alluminio o carta spesso 0,02 millimetri (20-40 µm), o la stessa epidermide umana, può infatti fermare questo tipo di radiazione. Gli isotopi di uranio decadono inoltre, seppure con piccola probabilità, mediante fissione nucleare spontanea, nonché emissione di cluster di particelle e decadimento doppio beta.

### Tossicità
Le caratteristiche chimiche di un elemento, e quindi anche dell'uranio, non dipendono dalla concentrazione relativa dei suoi isotopi. Uno studio effettuato da Diane Stearns, biochimico presso la Northern Arizona University, ha stabilito che cellule animali esposte al sale di uranio solubile in acqua (acetato di uranile, UO2(CH3COO)2) vanno soggette a mutazioni genetiche determinando tumori e altre patologie, indipendentemente dalle sue proprietà radioattive.
L'esposizione sia a composti chimici di uranio impoverito sia di uranio naturale può, in generale, indipendentemente dalle sue proprietà radioattive:
- causare danni ai reni, pancreas, stomaco/intestino
- mostrare effetti citotossici e carcinogeni in animali[10][11]
- causare effetti teratogeni in roditori e rane (in contatto con sali di uranio disciolti in acqua) e in umani in contatto con polveri di uranio naturale ed impoverito[12][13][14]

### Sindrome dei Balcani
Per "sindrome dei Balcani" si intende quella lunga serie di malattie - per lo più linfomi di Hodgkin e altre forme di cancro - che hanno colpito i soldati italiani al ritorno dalle missioni internazionali. I primi casi segnalati in Italia risalgono al 1999, quando un soldato cagliaritano (Salvatore Vacca) morì di leucemia al ritorno della missione militare in Bosnia ed Erzegovina. Da allora le vittime sono state 45 e circa 500 i soldati malati. Un rapporto di causa effetto tra l'esposizione all'uranio impoverito e queste malattie non è ancora stato dimostrato. Con sentenza pronunciata in data 19 dicembre 2008 il Tribunale di Firenze, accogliendo la domanda di parte attrice, ha ritenuto la responsabilità del Ministero della Difesa per patologie contratte da militare in servizio in conseguenza di esposizione all'uranio impoverito. Nel caso in questione il militare aveva partecipato alla missione Ibis in Somalia.
Allo scopo di identificare eventuali responsabilità dei vertici militari italiani e della NATO, il Parlamento ha istituito una commissione d'inchiesta per far luce sulla vicenda, i cui lavori si sono conclusi nel marzo del 2006. Fra le varie e numerose ipotesi per spiegare la sindrome dei Balcani e la sindrome della guerra del Golfo vi sono studi che indicano nanopolveri inorganiche (non necessariamente contenenti uranio), indipendentemente dalla loro tossicità, come possibili cause delle patologie. Il caso più recente di tumore, probabilmente dipendente dall'uranio impoverito e da nanopolveri, è quello dell'archeologo Fabio Maniscalco, che ha lavorato nei Balcani come ufficiale tra gli anni 1995 e 1998, e si è ammalato di una forma rara ed anomala di tumore del pancreas.

### Italia
Il 4 gennaio 2010 l'Associazione Vittime Uranio ha reso noto nel corso di una conferenza stampa a Lecce il bilancio sul numero di militari italiani morti per possibile contaminazione da uranio impoverito. Si tratta, secondo l'associazione, di almeno 216 casi di morte. «È tuttavia – ha spiegato all'ANSA Francesco Palese, giornalista responsabile del sito Vittimeuranio.com e portavoce dell'associazione – un bilancio incompleto.» Nel corso della conferenza stampa è stato diffuso anche un documento della Sanità militare italiana che riporta 171 morti e 2500 malati, registrando l'ultimo decesso nel 2006 e non comprendente i reduci da molte missioni, dai poligoni e tutti coloro che al momento della morte non erano più in servizio. «Integrando questo documento con i dati in possesso dell'associazione – ha detto Palese – arriviamo a contare 216 morti, ma è un dato ancora parziale.»
Il 1º marzo 2010 il Consiglio dei ministri ha dato il consenso agli indennizzi ai soldati impiegati nelle missioni di pace, nei poligoni, nei siti di stoccaggio; quelli, in poche parole, che abbiano contratto malattie prestando servizio militare. Tra i casi di morti di militari italiani che sono al vaglio degli inquirenti per possibili collegamenti con intossicazione da uranio impoverito, si veda ad esempio il caso di Paolo Mucelli, il marinaio ogliastrino di Baunei deceduto a Cagliari il 28 marzo 2011 con diagnosi di leucemia fulminante.
Nel 2019 viene riconosciuta la gravità della contaminazione e le reticenze dei vertici militari. A tal proposito sono significativi i due esposti, presentati alla Procura militare e alla Procura ordinaria di Roma, da parte del generale Roberto Vannacci, comandante dell'Operazione "Prima Parthica" in Iraq, al fine di denunciare le gravi e ripetute omissioni nella tutela della salute del contingente italiano.